# Овчари (Краківський повіт)
Овчари (пол. Owczary) — село в Польщі, у гміні Зельонки Краківського повіту Малопольського воєводства.
Населення — 1002 особи (2011).
У 1975-1998 роках село належало до Краківського воєводства.

## Демографія
Демографічна структура станом на 31 березня 2011 року:
|          | Загалом | Допрацездатний вік | Працездатний вік | Постпрацездатний вік |
| -------- | ------- | ------------------ | ---------------- | -------------------- |
| Чоловіки | 540     | 99                 | 372              | 69                   |
| Жінки    | 462     | 85                 | 284              | 93                   |
| Разом    | 1002    | 184                | 656              | 162                  |